# 福岡県立八幡高等学校
福岡県立八幡高等学校（ふくおかけんりつ やはたこうとうがっこう, 英語: Fukuoka Prefectural Yahata High School）は、福岡県北九州市八幡東区清田三丁目にある県立高等学校。
通称「八高」（はちこう）。文部科学省のスーパーサイエンスハイスクール（SSH）指定校だった。

## 概要
歴史
1919年（大正8年）に開校した「福岡県立八幡中学校」（旧制中学校）を前身としており、2019年（平成31年）に創立100周年を迎えた。
学区
第一・二・三学区（北九州地区）- 築上郡、京都郡、遠賀郡、中間市、豊前市、北九州市、行橋市
課程・学科
全日制課程 文理共創科・理数科
ほとんどの生徒が国公立大学をはじめとする上級学校への進学を目指している。国公立大学合格者数は毎年200名前後。
施設
校舎の中央階段にはフーコーの振り子を展示している。
制服
男子は黒の学生服（学ラン）、女子は紺色のブレザー。女子の夏服にはリボンがつく。リボンは赤・緑・紺の3色があり、入学年度によって異なる。2020年春より女子は新制服となった。

## 象徴
校訓
初代校長の芹沢政衛が詠んだ以下の二首の短歌が校訓となっており、卒業式などの重要な行事で高唱される。
「ちよろづの教のもととまもれ人 誠ひとつのひとすじの道」
「朝夕に磨けとてこそ仰ぐなれ 心の鏡くもりなきまで」
校章
1948年（昭和23年）の新制高等学校発足時に制定。校訓の「鏡」にちなんだ「八稜鏡」と学問を表すペン先3本を組み合わせ、中央に「高」の文字（旧字体）を置いている。なお、背景の3本のペン先は、校名（Yahata）のイニシャルYに見えるように並べられている。
校歌・讃歌
校歌は戦前の旧制中学時代に制定（作詞：八幡中学国漢部）。3番まであり、各番に校名の「八幡」が登場する。「御国のためにいざ雄飛せん」というくだりがあるが戦後も変更されていない。また、これとは別に「八高賛歌」（作詞：上野登史郎、作曲：南弘明）がある。これは、創立60周年を迎えた1979年（昭和54年）に制作され、文化祭などの主な行事で校歌とともに歌われる。3番まであり、2番の歌詞には学校の創立からの年数が歌われている。制定当時の歌詞では「60年」だったが10年ごとに年数を改められ、2019年（令和元年）現在、100周年を迎え、「一世紀」となっている。
同窓会
校訓にちなみ、「誠鏡会」（せいきょうかい）と称している。北海道、関東、中京、関西、福岡、肥後（熊本）、宮崎に支部を置く。

## 沿革
創立から大蔵校舎時代
- 1918年（大正7年）3月27日 - 文部省告示第67号により、福岡県立八幡中学校の開校が認可。
- 1919年（大正8年）4月15日 - 尾倉尋常小学校（尋常小学校）[7]の一部を仮校舎に、「福岡県立八幡中学校」が開校。（創立年）
- 1920年（大正9年）8月6日 - 尾倉尋常小学校から天神尋常小学校[7]仮校舎に移転。
- 1921年（大正10年）9月1日 - 大蔵(勝山一丁目11)に新校舎が完成し、移転。
- 1931年（昭和6年）9月27日 - 野球部を新設。
- 1933年（昭和8年）3月29日 - 福岡県立八幡夜間中学（夜間中学）を併設。
- 1934年（昭和9年）10月 - 創立15周年を記念し、記念館が完成。
- 1941年（昭和16年）4月1日 - 併設夜間中学を福岡県立北筑中学に改称。
- 1943年（昭和18年）4月1日 - 福岡県立北筑中学を福岡県立北筑中学校に改称。
- 1948年（昭和23年）
  - 4月 - 学制改革により、「福岡県立八幡高等学校」（現校名）に改称（当初は男子校）。北筑中学校を夜間課程とする。
  - 7月 - 定時制課程を併置。
- 1949年（昭和24年） - 男女共学化。
- 1950年（昭和25年）
  - 3月25日 - 第3回選抜高等学校野球大会（現・第22回選抜高等学校野球大会）に出場。
  - 11月 - 記念館が焼失。
- 1953年（昭和28年）
  - 6月28日 - 昭和28年西日本水害で大蔵川(板櫃川)が氾濫、校舎一部、プール、工作教室流失。
  - 7月4日 - 国務大臣大野伴睦一行が水害被害調査のため来校。
- 1954年（昭和29年）3月 - 体育館が完成。
- 1965年（昭和30年）9月1日‐音楽部合唱コンクール入賞により九州朝日放送株式会社よりハモンドオルガンの贈呈。
- 1958年（昭和33年）8月 - 第2グラウンドが完成。
- 1959年（昭和34年）5月 - 誠鏡会館（同窓会館）が完成。

清田校舎時代から現在
- 1970年（昭和46年）3月 - 清田町に新校舎が完成し、全面移転[8]。
- 1972年（昭和47年）2月 - 新体育館、プールが完成。創立50周年を記念し、庭園が完成。
- 1977年（昭和52年）7月 - 学校食堂が完成。
- 1979年（昭和54年）1月 - クラブハウスが完成。
- 1982年（昭和57年）3月 - 定時制課程の生徒募集を停止。
- 1985年（昭和60年）3月 - 定時制課程を廃止。
- 1986年（昭和61年）3月 - 第2体育館が完成。
- 1989年（平成元年）4月 - 全学年11学級、計33学級となる。（最大数）
- 1991年（平成3年）4月 - 理数科を設置。
- 1995年（平成7年）10月31日 - 西鉄バス北九州、玄関前まで乗り入れる臨時便の運行開始。乗り入れ式を行う。
- 1996年（平成8年）9月 - 「英知の泉」が完成。
- 2019年 (令和元年) - 現在、校舎改修工事中。
- 2020年（令和2年）2月－誠鏡会館（同窓会館）が完成。
- 2024年（令和6年）普通科が廃止となり文理共創科の誕生。
- 2025年（令和7年）ビーチバレーコート完成予定

## 学校行事
3学期制
1学期
- 4月 - 始業式、入学式
- 5月 - PTA総会、中間考査
- 6月 - 文化祭、期末考査
- 7月 - クラスマッチ、保護者会、終業式、前期夏季課外
- 8月 - 筑波研修旅行（2年理数科生徒）、後期夏季課外、始業式

2学期
- 9月 - 体育大会
- 10月 - 中間考査、中学生体験入学、修学旅行（2年）
- 11月 - 同窓生職業セミナー（1年）、期末考査
- 12月 - 保護者会、終業式、前期冬季課外

3学期
- 1月 - 後期冬季課外、始業式
- 2月 - 期末考査、推薦入試
- 3月 - 卒業式、終業式

## 部活動
運動部
- 応援団
- 剣道部
- 硬式テニス部
- サッカー部
- 柔道部
- 陸上部
- 水泳部
- ソフトテニス部
- 卓球部
- バスケットボール部
- バドミントン部
- バレーボール部
- 野球部
- ラグビー部

文化部
- インターアクト部
- 合唱部
- 華道部
- 茶道部
- 写真部
- 新聞・文芸部
- 吹奏楽部
- 放送部
- 美術部
- 書道部
- 科学部
- ESS部（English Speaking Society）
- イラストアニメ同好会
- フォーク同好会
- 囲碁・将棋同好会
- 生徒会執行部

## 著名な出身者

### 政治
- 舛添要一 - 前東京都知事、元新党改革代表、元参議院議員、元厚生労働大臣

### 経済
- 内山聖子 - テレビ朝日取締役、プロデューサー
- 二木清彦 - 元九州朝日放送専務取締役、アナウンサー
- 田畑竜介 - RKB毎日放送アナウンサー
- 古山かおり - 元南日本放送アナウンサー

### 教育
- 藤川信夫 - 教育学者、大阪大学教授

### アート・文芸
- 上野英信 - 記録文学作家
- 野田知佑 - 作家、エッセイスト
- 嶋田洋平 - 建築家
- 南弘明 - 作曲家
- 原徹 - 元スタジオジブリプロデューサー
- 村上祥子 - 料理研究家

### 芸能
- 足立正生 - 映画監督、脚本家、俳優
- 津村禮次郎 - 能楽師、重要無形文化財保持者
- 田辺いちか - 講談師
- 仲谷一志 - ローカルタレント、俳優、劇団ショーマンシップ座長
- ゆうこす（菅本裕子） - 実業家、モテクリエイター、元HKT48 ※中退
- 池﨑理人（INI）- アイドル、歌手
- 松本竹馬（そいつどいつ） - お笑い芸人（吉本興業）

### スポーツ
- 松永怜一 - 元法政大学野球部監督、JOC選手強化本部長
- 江藤晴康 - 元プロ野球選手
- 森下整鎮 - 元南海ホークス内野手、元中日ドラゴンズコーチ ※中退
- 中田賢一 - 元中日ドラゴンズ・福岡ソフトバンクホークス・阪神タイガース投手、現福岡ソフトバンクホークスコーチ
- 竹下真吾 - 元東京ヤクルトスワローズ投手
- 箕内拓郎 - 元ラグビー日本代表キャプテン、NTTドコモレッドハリケーンズ所属

## アクセス
最寄りの鉄道駅
JR 鹿児島本線「黒崎駅」、「八幡駅」。
両駅とも八幡高等学校から比較的距離が離れており、大半の学生は黒崎バスセンターで路線バスに乗り換えて通学している。
最寄りのバス停
西鉄バス北九州 「八幡高校」バス停、「七条」バス停
最寄りの道路
福岡県道296号大蔵到津線、「七条橋」交差点
福岡県道51号曽根鞘ヶ谷線、「清田2」交差点
市道、「八幡高下」交差点

## 周辺
- 北九州都市高速道路山路出入口
- 北九州市立槻田小学校
- 北九州市立槻田中学校
- 高見神社
- 八幡東ニュータウン
- 清田南公園